# Ɑ
Ne pas confondre avec la lettre grecque alpha ‹ Α, α ›, la lettre latine A ‹ A, a ›, ou la lettre cyrillique А ‹ А, а ›.
Cette page contient des caractères spéciaux ou non latins. S’ils s’affichent mal (▯, ?, etc.), consultez la page d’aide Unicode.
L'alpha latin (capitale : Ɑ, minuscule : ɑ), également appelé A cursif, A à une panse ou A italique, est une lettre additionnelle qui est utilisée dans l'écriture de plusieurs langues camerounaises (faisant partie de l’Alphabet général des langues camerounaises) comme le medumba, du mbembe tigon, du mbo et du nufi (fe’fe’). Sa forme minuscule est également utilisée par l'alphabet phonétique international. En Amérique du Nord, les alphabets latins du catawba et du pentagouet utilisent aussi une lettre alpha.
Sa graphie est souvent basée sur celle du A minuscule latin cursif ; sa forme capitale est  dérivée de la graphie minuscule.
La forme du a cursif minuscule est parfois utilisée pour la lettre a minuscule dans certains ouvrages d’alphabétisation (comme en muyang) ou certaines polices de caractère, le plus souvent destinées à l’apprentissage, mais cela n’en fait pas une lettre distincte dans ces usages.
La lettre a cursif a parfois la forme de l’alpha grec pour éviter la confusion avec la forme de lettre a dans le style italique dans certaines polices de caractères.

## Linguistique
La lettre ɑ représente une voyelle basse postérieure non arrondie dans l'alphabet phonétique international.

## Utilisation
L’alpha, distinct de la lettre a, est utillisé comme symbole phonétique par John Wilkins dans An essay towards a real character publié en 1668 et par William Holder dans Elements of Speech publié en 1669.
En 1795, l’a cursif ou alpha latin est utilisé dans l’alphabet de Volney dans Simplification des langues orientales, ou Méthode nouvelle et facile d'apprendre les langues arabe, persane et turque avec des caractères européens.
L’alphabet phonotypique ou certaines de ses variantes utilisent l’a cursif pour l’écriture de l’anglais durant la deuxième moitié du xixe siècle.
L’American Philological Association (en) adopte notamment cette lettre ɑ, ainsi que les lettres ɵ et ʊ, dans son alphabet phonétique pour l’écriture de l’anglais en 1877. 
Il est repris dans l’alphabet phonétique proposé en 1904 par le comité commun de la National Education Association, l’American Philological Association et la Modern Language Association of America, ainsi que dans sa révision proposée par la National Education Association en 1911[source insuffisante], et sa révision proposée par les deux autres organismes.
Il est aussi utilisé dans plusieurs versions de l’alphabet phonétique de la Spelling Reform Association.
L’alpha latin est aussi utilisé dans certaines versions de l’alphabet de Friedrich Wilhelm Fricke pour l’écriture de l’allemand à la fin du xixe siècle,.
Paul Passy utilise déjà l’alpha latin dans l’alphabet phonétique international dans l' Étude sur les changements phonétiques publié en 1890. La petite capitale A ‹ ᴀ › était utilisée auparavant.
L’a cursif fait partie de l’adaptation de l’alphabet international africain pour les langues congolaises publié dans la revue Kongo-Overzee dans un article de A. Burssens et G. van Bulck.
L’alpha latin est utilisé dans quelques langues camerounaises comme le medumba, du mbembe tigon>, du mbo et du nufi (fe’fe’). Sa forme (majuscule ou minuscule) correspond initialement à l’alpha grec minuscule traditionnel comme dessiné dans l’Alphabet général des langues camerounaises. Ceci permet de le différencier de la lettre A lorsqu’elle est cursive.
L’alpha latin est aussi utilisé en Ouganda.
Edward Sapir a utilisé l’alpha comme symbole phonétique.
L’orthographe du pentagouet aux États-Unis utilise aussi une lettre alpha dans son alphabet latin. Celle-ci est généralement représentée avec le caractère de l’alpha grec ‹ α ›.

### Variantes et formes
| Majuscule | Minuscule | Description |
| --------- | --------- | --- |
|           |           | Formes avec la majuscule basée sur la minuscule, elle-même basée sur le a cursif ou a italique ; cette forme peut être ambigüe avec la lettre a.                                                                  |
|           |           | Formes avec la majuscule et la minuscule utilisées dans l’Alphabet général des langues du Cameroun de 1984, ou dans Vocabulary of the Kiowa language de John Peabody Harrington publié en 1928.                   |
|           |           | Formes avec la majuscule basée sur un A majuscule au sommet arrondi, utilisées dans le Ordbok över Sveriges dialekter (Dictionnaire des dialectes suédois) ou dans quelques variantes de l’Alphabet phonotypique. |

## Diacritiques
La lettre alpha latin peut-être munie de diacritiques dans l'écriture d'un certain nombre de langues utilisant l'alphabet latin :
- Ɑ̀, ɑ̀ : accent grave (medumba, mbembe tigon) ;
- Ɑ́, ɑ́ : accent aigu (mbembe tigon) ;
- Ɑ̂, ɑ̂ : accent circonflexe (mbembe tigon, medumba) ;
- Ɑ̌, ɑ̌ : caron (medumba) ;
- Ɑ̄, ɑ̄ : macron (nufi).

## Représentation informatique
La forme minuscule de cette lettre possède la représentation Unicode U+0251. Sa forme capitale est codée dans Unicode 5.1.0 à la position U+2C6D.
| formes    | représentations | chaînes de caractères | points de code | descriptions                  |
| --------- | --------------- | --------------------- | -------------- | ----------------------------- |
| capitale  | Ɑ               | Ɑ                     | U+2C6D         | lettre majuscule latine alpha |
| minuscule | ɑ               | ɑ                     | U+0251         | lettre minuscule latine alpha |